# 久保田万太郎
久保田 万太郎（くぼた まんたろう、1889年〈明治22年〉11月7日 - 1963年〈昭和38年〉5月6日）は、日本の小説家、劇作家、俳人。俳号はじめ暮雨。のち傘雨。他に筆名千野菊次郎。日本芸術院会員、文化功労者、文化勲章受章者。位階・勲等は従三位・勲一等。
浅草生まれ。耽美派（三田派）の新進作家として登場。劇作でも慶大在学中から注目され、築地座を経て文学座創立に参加。新派、新劇、歌舞伎の脚色・演出と多方面に活動を展開。日本演劇協会会長を務め、文壇・劇壇に重きをなした。小説戯曲共に多くは浅草が舞台で、江戸情緒を盛り込んだ情話で長く活躍。文人俳句の代表作家 としても知られ、俳誌「春燈」を創刊・主宰した。

## 経歴

### 学生時代
1889年（明治22年）に東京府東京市浅草区浅草田原町三丁目（現在の東京都台東区雷門）に生まれる。生家は「久保勘」という袋物製造販売（足袋）を業とし、店にはいつも15、6人程の職人が働いていた。浅草馬道（現在の花川戸）の市立浅草尋常高等小学校（現在の台東区立浅草小学校）を卒業し、東京府立第三中学校（現在の東京都立両国高等学校）に進む。一級下に芥川龍之介がいた。1906年（明治39年）4年への進級試験で数学の点が悪く落第したために中退し、慶應義塾普通部へ編入し、三年をもう一度繰り返して留年した。次いで大学部予科へ進学したときに森鷗外や永井荷風が文学科の教授に就任した文科改革と出会ったことが運命を決めた。
はじめ、三田俳句会で出会った岡本松浜について俳句を稽古し、『三田文学』の発刊に伴い水上滝太郎を知る。松浜がまもなく東京を去ったため、松浜を介して松根東洋城に俳句を師事。1911年（明治44年）予科二年を経て文科本科に進み、小説「朝顔」、戯曲「遊戯」を『三田文学』に発表し、『東京朝日新聞』の時評で小宮豊隆が絶賛して一躍、世に文名を挙げることになった。7月、雑誌『太陽』に千野菊次郎の筆名で応募した戯曲「プロローグ」が小山内薫の選に入り、このころ島崎藤村をたずねた。
1912年（明治45年/大正元年）に土曜劇場が有楽座で『スバル』に発表した「暮れがた」を上演し戯曲が脚光を浴びた。6月に徴兵検査を受け、第一乙種で徴兵を免れる。10月には『ホトトギス』が主宰した観能会で、生田長江によって泉鏡花を紹介された。1914年（大正3年）に慶應義塾大学部文学科を卒業し、浅草区駒形に移る。

### 太平洋戦争まで
1915年（大正4年）小山内薫を盟主として古劇研究会を作り、楠山正雄、木下杢太郎、吉井勇等と共に黙阿弥・南北・五瓶などの世話狂言の研究を『三田文学』に発表した（後に『世話狂言の研究』として刊行）。翌年に市村座に「句楽会」という句会が出来ると、傘雨と称して俳句を再開する。1918年（大正7年）2月に隣家より出火して家が類焼。大阪に居る水上龍太郎を頼って約半年在阪。帰京後は浅草区北三筋町に移り、国民文芸会の理事となる。三筋町時代に不幸な少年時代を過ごしていた川口松太郎が訪ねてきて、24歳の師匠と14歳の弟子が生まれた。
1919年（大正8年）より慶應義塾大学の講師として作文を担当。6月に喜多村緑郎夫妻の媒酌で、大場京と結婚。新富座「新派」の「祭の出来事」「夜明前」の二幕を書き、職業劇団として小山内薫、吉井勇、長田秀雄、岡田八千代の5名の合作で仕事にはじめて関係した。翌年に「新演芸」の演劇合評会のメンバー。小説は主に『東京日日新聞』『大阪朝日新聞』などに長篇小説「露芝」や「くづれやな」、「春泥」を連載。1921年（大正10年）「雪」が喜多村緑郎によって上演されてから、戯曲の多くは「雨空」、「冬」、「みつくし」など久保田が書いた新派によって上演された。
関東大震災後に、滝野川区田端にいた芥川龍之介としきりに往来し、1924年（大正13年）に籾山仁三郎から島崎藤村の使っていた机をもらう。1926年（大正15年）に慶應義塾大学講師を辞して、日暮里諏訪神社前に移る。前年から放送を開始した東京中央放送局（後の日本放送協会）嘱託となり、以後演劇科長兼音楽課長を経て文芸課長として7年間常勤し、ラジオドラマなどを手がけた。1927年（昭和2年）芥川龍之介が序文を担当して処女句集『道芝』を刊行。翌年、新潮社の日本文学講座にて「樋口一葉とその大音寺時代」を書き、以後一葉の研究に没頭する。
1934年（昭和9年）4月、水原秋桜子や富安風生らによって「いとう句会」が発足、その宗匠として招かれ、死の年まで続けた。前年に『都新聞』に長篇小説「町中」を書く。9月に創作座が築地座から分裂し、真船豊の「鼬」を演出して以来、この作者の戯曲を計一三回演出。谷崎潤一郎「春琴抄」、泉鏡花「歌行燈」などの小説の劇化も多く行った。

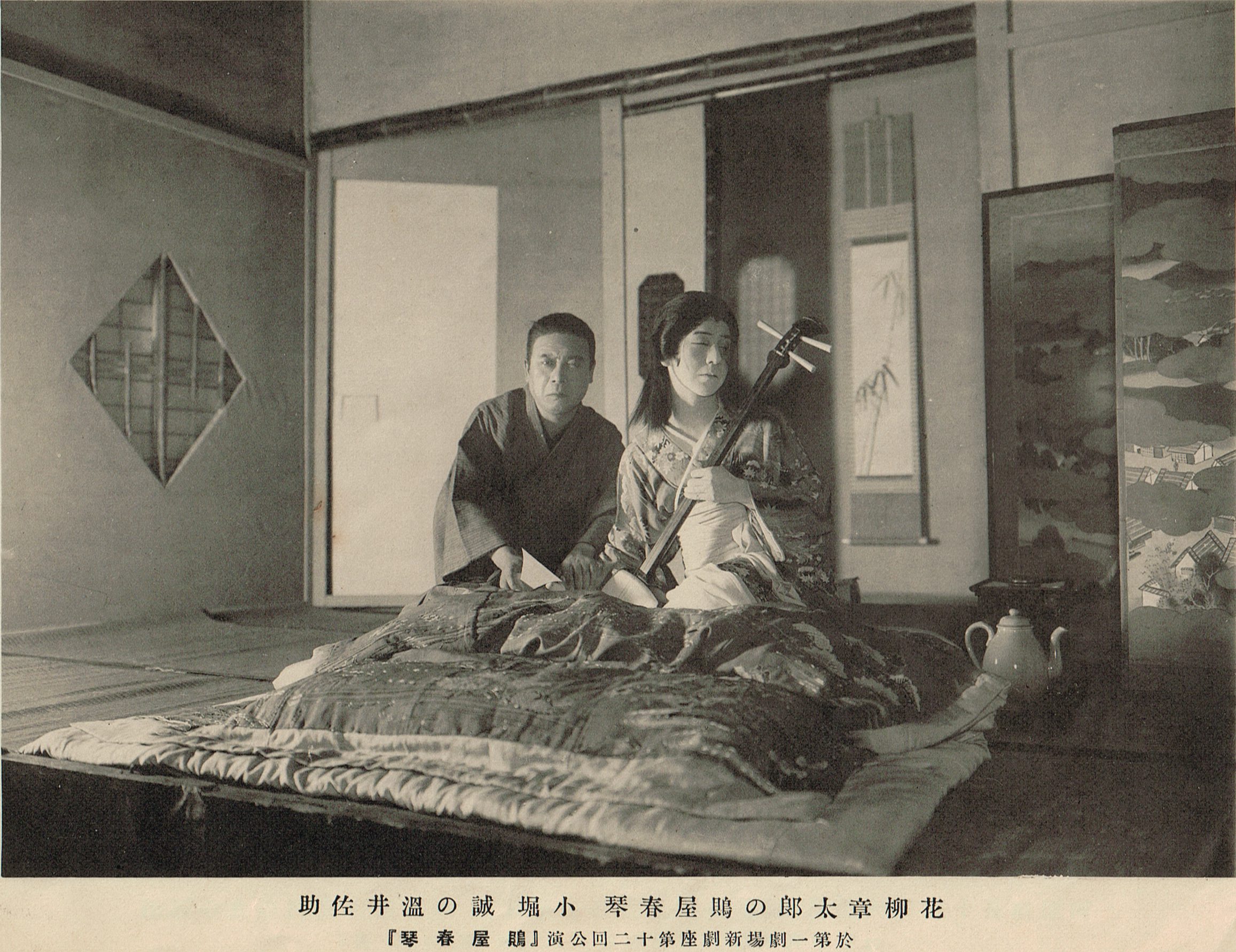
谷崎潤一郎原作、久保田万太郎脚本の芝居『鵙屋春琴』舞台写真。花柳章太郎の鵙屋春琴、小堀誠の温井佐助。1935年（昭和10年）

翌年に妻が睡眠薬を飲んで死ぬという事件に見舞われる。1936年（昭和11年）に鉄道省・東京日日新聞主催「東西日本国立公園早廻り競争」に参加して北海道・青森をまわる。1940年（昭和15年）に秋田で石坂洋次郎にあう。
1937年（昭和12年）、岸田国士、岩田豊雄らと劇団文学座 を結成。以後新派、新劇、文学座の演出を数多く手がける。明治座や有楽座、国民新劇場で「ゆく年」、「釣堀にて」、「蛍」、「雨空」などを上演。他にも里見弴と親交を結び、脚色演出を行う。1942年（昭和17年）に日本文学普及会より菊池寛賞を受領。4月から内閣情報局の斡旋にて満州国に滞在。日本文学報国会劇文学部幹事長となり、日比谷公会堂における日本文学報国会の発会式に劇文学部会長として宣誓を朗読。翌年に『日本演劇』『演劇界』を発行する日本演劇社社長となり、上海に赴く。『東京新聞』に長篇小説「樹蔭」を発表。
1945年（昭和20年）5月の空襲で被災し、家財・蔵書のほとんどすべてを失った。

### 戦後
1946年（昭和21年）、安住敦らの要望により俳句誌『春燈』を創刊し主宰。1947年（昭和22年）帝国芸術院（その後日本芸術院）会員、のち第二部（文学）部長、芸術祭執行委員。慶應義塾評議員となり、國學院大學講師、読売新聞社文化賞選定委員に就任。翌年、親友であった里見弴三男結婚の媒酌をし、9月に帝国芸術院会員として宮中に招かれ、昭和天皇と御陪食。1949年（昭和24年）毎日新聞演劇賞選定委員、日本放送協会理事、郵政審議会専門委員、文化勲章選定委員会委員、文化財保護専門審議会委員に就任。以来、日本全国各地を旅して紀行を執筆する。
1951年（昭和26年）NHK放送文化賞を受章。4月、日本演劇協会会長。国際演劇協会（I・T・I）の第４回世界大会出席のためオスロへ赴く。翌年、日本文芸家協会名誉会員。8月ユネスコ国内委員、10月、功労年金選定委員会委員に就任。1954年（昭和29年）に共立女子大学の講師。1956年（昭和31年）中央更生保護審査会委員に就任し、毎週一回法務省へ通う。11月に日本文芸家協会の文学代表者として中華人民共和国に赴く。翌年には日本演劇代表として再び中華人民共和国を訪問している。1957年（昭和32年）に文化勲章受章、同時に文化功労者。前年発表の『三の酉』により読売文学賞受賞。その後、死去まで三越で出版記念会を行ったり、佐渡や桑名、箱根、伊豆などで静養した。
1963年（昭和38年）5月6日夕方、新宿区市谷加賀町の梅原龍三郎邸にて設けられた宴席で赤貝のにぎり寿司を勧められた。弟子たちが声を揃えるのは美食家であった久保田は日頃より噛みにくい赤貝は口にしなかった点である。気を遣い断らずに赤貝を口に入れた久保田は誤嚥性による窒息となり、母校でもある慶應義塾大学病院に午後6時過ぎに搬送されたが、既に心肺停止状態で午後6時25分に死亡と診断された。喉につまらせた際、失礼にならないよう席を離れてトイレに向かう途中で倒れたという。
死没に際して従三位に叙せられ、勲一等瑞宝章を贈られた。築地本願寺で葬儀を行い、法名は顕功院殿緑窓傘雨大居士。墓所は曹洞宗「喜福寺」（東京都文京区本郷5丁目29-2、東大赤門前）

## 句作
- 神田川祭の中をながれけり
- 竹馬やいろはにほへとちりぢりに
- さびしさは木をつむあそびつもる雪
- あきかぜのふきぬけゆくや人の中
- 水中花咲かせしまひし淋しさよ
- 時計屋の時計春の夜どれがほんと
- あきくさをごつたにつかね供へけり
- 叱られて目をつぶる猫春隣
- 湯豆腐やいのちのはてのうすあかり

などの句が知られる。江戸情緒の残る下町の暮らしを、平明な言葉によって余情ふかく詠む句風で、芥川龍之介はその句風を「東京の生んだ＜嘆かひ＞の句」と評し、万太郎自身は自分の句を「家常生活に根ざした叙情的な即興詩」とみなしていた。
万太郎は終生、自身の俳句を余技として位置づけていたが、俳壇の中心的な位置からはずれながらもその俳句に対する世評は高く、歳時記への収録も非常に多い作家である。山本健吉は、「彼は俳句を余技と言っているが、それは彼の俳句が年季のはいった立派なものであるということと矛盾するものではない。ただ専門俳人との間に創作態度の違いが存在するのであって、彼にとっての俳句は全面的な人間表現の場所でもないし、絶体絶命の一筋の道ではないということだ。言わば彼の不断着の文学であり、チェホフの『手帖』やルナールの『日記』に類する役割を彼においては果たしているのだ」と評している。また小澤實は、万太郎は一段劣るものという意味で「余技」と言っていたのではなく、「余技」であることこそが俳句の本道であると考えていたのではないか、と書いている。
上掲の句のうち、「竹馬や」の句は特に代表的な句として知られているものである。安住敦によれば、この句は明治時代の広瀬武夫作の軍歌「今なるぞ節」の「いろはにほへとちりぢりに打ち破らむは今なるぞ」という歌詞の本歌取りで作られたものというが、現在では軍歌のほうは忘れられている。「あきくさを」の句は「友田恭助七回忌」の前書きがある追悼句で、万太郎の慶弔句の中でも代表的なもの。万太郎は挨拶句の名手であり、前述の山本健吉は虚子と双璧をなすと書いている。「湯豆腐や」の句は妻を失ったのちの最晩年の句である。
句碑
- 桑名「獺に燈をぬすまれて明易き」
- 浅草神社「竹馬やいろはにほへとちりぢりに」
- 駒形どぜうの庭「みこしまつまのどぜう汁すすりけり」
- 慶應義塾大学構内「しぐるるや大講堂の赤煉瓦」

## 人物・逸話
- 浅草ゆかりの文人たちの遺作を通して東京の下町文化を継承していこうと、「みつわ会」という劇団が結成され、公演が行われている。
- 一人息子や長年同居していた事実上の妻に先立たれ、本妻との関係は破綻していたことから、自身の作品の著作権も含め一切を母校慶應義塾大学へ譲渡している。慶應義塾では現在も「久保田万太郎記念講座」があり、内外の著名人を招いている。
- 水の也清美によると一人息子は7月なのに冬服を着てストリップを四谷に奉納したという[18]。
- 急死した妻の通夜の席で盗み酒をして畏友の水上滝太郎から怒りを買ったり、弟子の川口松太郎を、大衆作家として長い間不遇に扱い泣かせるなど身近な対人関係に不器用な面が多くあった。
- 1952年（昭和27年）に永井荷風が文化勲章を受章したが、その時に選考委員会で荷風を強く推薦したのが久保田であった[19]。
- 1955年の文部大臣賞の選考委員であった戸板康二が武智鉄二の受賞を反対、その足で久保田のもとに赴き「唯今武智の文部大臣賞をつぶして参りました」と忠勤に励んでいたと武智自身が「私の貰えそうな演劇賞」で書いている。久保田を演劇ボスだと武智が批判していたのが要因とされる。戸板自身はこの話は武智が交際していた女性が話した事だが真実ではないとしていた。
- 1956年に日中文化交流協会が派遣した初の作家代表団として周恩来総理と謁見した久保田は、その時の印象を「周総理　小春の眉の　濃かりけり」という俳句に詠んでいる[20]。
- 1959年青江舜二郎の戯曲「一葉舟」を盗用（ただし青江の作品自体も、著作権消滅後とはいえ、樋口一葉の作品と日記を基にした二次創作である）したとして、東京地方検察庁へ著作権侵害による損害賠償請求訴訟を起こされるも、菊岡久利の仲裁で和解（読売新聞1959年12月5日）。

## 著書
- 『朝顔』 三田文学、1911年
- 『浅草』 籾山書店、1912年
- 『雪』 籾山書店、1913年
- 『わかるゝとき』 春陽堂、1914年
- 『下町情話』 千章館、1915年
- 『浅草物語』 籾山書店、1916年
- 『駒形より』 平和出版社、1916年
- 『東京夜話』 新潮社、1918年
- 『恋の日  新東京夜話』 新潮社、1919年
- 『万太郎戯曲集』 文久社、1920年
- 『ふくろと子供』 赤い鳥社「赤い鳥の本」、1921年
- 『青鷺』 国文堂書店、1921年
- 『雨空』 新潮社、1921年
- 『三筋町より』 金星堂、1921年
- 『露芝』 新潮社、1922年
- 『末枯』 新潮社、1924年。「末枯・続末枯・露芝」岩波文庫、1954年（各・復刊あり）
- 『妻子』 新潮社、1925年
- 『おもちやの裁判』 赤い鳥社、1925年
- 『暮れがた・月夜』 春陽堂〈ラヂオドラマ叢書〉、1925年
- 『寂しければ』 春陽堂、1926年1月（『中央公論』1924年9月-1925年8月）
- 『現代戯曲選集第8篇 冬』 春陽堂、1926年
- 『心ごころ』 新潮社、1926年
- 『句集 道芝』 友善堂、1927年
- 『夜鴉』 新潮社、1927年
- 『雨後』 大岡山書店、1929年
- 『春泥』 春陽堂、1929年。「春泥・花冷え」岩波文庫、1952年
- 『海酸漿』 大岡山書店、1930年
- 『語る』 四条書房、1934年
- 『かどで』 文体社、1934年（戯曲集）
- 『月あかり・町中』 新小説社、1934年
- 『句集 もゝちどり』 文体社、1934年
- 『鵙屋春琴』 谷崎潤一郎 原作、劇と評論社、1935年
- 『夜光虫』 双雅房、1935年
- 『わかれじも』 文体社、1935年
- 『可哀想な彼女・引越しのこと・萩』 双雅房、1936年
- 『句集 ゆきげがは』 双雅房、1936年
- 『ふりだした雪』-「文藝春秋」1936年4月号
- 『さんうてい夜話』 春泥社、1937年
- 『釣堀にて』 双雅房、1937年
- 『一に十二をかけるのと十二に一をかけるのと』 中央公論社、1937年（少年少女劇集）
- 『枯菊抄』 双雅房、1938年
- 『八重一重』 小山書店、1939年（随筆集）
- 『大寺学校・ゆく年』 新潮文庫、1940年。岩波文庫、1955年
- 『久保田万太郎句集』 三田文学出版部、1942年
- 『水の匂』 武蔵書房、1942年
- 『萩すゝき』 小山書店、1942年
- 『芝居修行』 三田文学出版部、1943年
- 『町の音』 小山書店、1943年
- 『月の下』 小山書店、1944年
- 『これやこの』 生活社、1946年
- 『いまはむかし』 和田堀書店、1946年（随筆）
- 『あぶらでり』 養徳社、1946年
- 『久保田万太郎  久米正雄  互選句集』 文藝春秋新社、1946年
- 『だれにいふともなく』 演劇文化社、1947年
- 『あきくさばなし』 小山書店、1947年
- 『九月〔カヤ〕』 大輝書房、1947年
- 『北風のくれたテーブルかけ』 福地書店、1948年
- 『市井人・うしろかげ』 改造社、1950年
- 『樹蔭』 中央公論社、1951年
- 『オスロ』 中央公論社、1951年
- 『残菊帖』 好学社、1951年
- 『雪の音』 好学社、1955年
- 『三の酉』 中央公論社、1956年
- 『火事息子』 文藝春秋新社、1957年／中公文庫、1975年
- 『浅草風土記』 角川文庫、1957年／中公文庫、2017年
- 『心残りの記』 筑摩書房、1958年
- 『句集 流寓抄』 文藝春秋新社、1958年
- 『よしやわざくれ　久保田万太郎小品集』 青蛙房、1960年
- 『むかしの仲間』 中央公論社、1961年
- 『「流寓抄」以後　久保田万太郎句集』 文藝春秋新社、1963年

### 作品集
- 『久保田万太郎全集』全18巻、好学社、1947-1949年
- 『現代俳句文学全集 第8巻　久保田万太郎集』角川書店、1958年
- 『久保田万太郎全集』全15巻、中央公論社、1967-1968年、普及版1975年
- 『久保田万太郎全句集』中央公論社、1971年、再版1979年
- 『こでまり抄　久保田万太郎句集』ふらんす堂文庫、1991年、新版2015年。成瀬櫻桃子[21]編
- 『久保田万太郎　蝸牛俳句文庫』蝸牛社、1997年。伊藤通明編
- 『春泥・三の酉』講談社文芸文庫、2002年。他に句集300首
- 『久保田万太郎　俳句全集』暁光堂俳句文庫、2020年
- 『久保田万太郎俳句集』恩田侑布子編、岩波文庫、2021年
- 『久保田万太郎の履歴書』大高郁子絵・編、河出書房新社、2018年